# Saint-Maurice-de-Ventalon
Saint-Maurice-de-Ventalon is een plaats en zeer dunbevolkte voormalige gemeente in het Franse Kanton Pont-de-Montvert dat behoort tot het departement Lozère in de regio Occitanie en telt 77 inwoners (2009). De plaats maakt deel uit van het arrondissement Florac.

## Geschiedenis
Saint-Maurice-de-Ventalon is op 1 januari 2016 gefuseerd met de gemeenten Fraissinet-de-Lozère en Le Pont-de-Montvert tot de gemeente Pont de Montvert - Sud Mont Lozère. 

## Geografie
De oppervlakte van Saint-Maurice-de-Ventalon bedraagt 55,0 km², de bevolkingsdichtheid is dus 1,4 inwoners per km².
De onderstaande kaart toont de ligging van Saint-Maurice-de-Ventalon met de belangrijkste infrastructuur en aangrenzende gemeenten.

## Demografie
Onderstaande figuur toont het verloop van het inwonertal.